# Jevhen Morozenko
Jevhen Serhijovyč Morozenko (in ucraino Євген Сергійович Морозенко?; Kiev, 16 dicembre 1991) è un calciatore ucraino, centrocampista del Lisne.

## Carriera
Ha giocato nella massima serie dei campionati slovacco, ucraino e georgiano.